# Anden koalitionskrig
Anden koalitionskrig var en europæisk storkrig, der fandt sted fra 1798 til 1802. På den ene side stod Første franske republik. På den anden side stod Det tysk-romerske Rige, Østrig (Habsburgske Arvelande) og Storbritannien (Det Forenede Kongerige). Desuden deltog en række andre stater og nogle fristyrker i krigen.
Anden koalitionskrig var den sidste del af Revolutionskrigene, der fandt sted fra 1792 til 1802.

## De krigsførende lande
I perioder var Frankrigs vigtigste allierede: Spanien, polske legioner (Legiony Polskie),  og Danmark-Norge. Desuden blev Frankrig hjulpet af tropper fra de franske vasaller. De franske lydstater var: Bataviske Republik (senere omdannet til Kongeriget Holland), Den helvetiske republik (Schweiz), Cisalpinske Republik (Norditalien), Den romerske republik (Mellemitalien) og Den parthenopæiske republik (Syditalien).
I perioder var Østrigs og Storbritanniens vigtigste allierede: Det Russiske Kejserrige, Kongeriget Portugal, Kongeriget Napoli, Storhertugdømmet Toscana, Johanniterordenen, Malta, Det Osmanniske Rige og franske royalister.  De fleste tyske stater kæmpede også mod Frankrig.
Desuden var det en uerklæret krig (Kvasikrigen eller Kaperkrigen) mellem USA og Frankrig i 1798–1800.

## Krigenes forløb

### 1798
I dette år fandt den franske invasion af Egypten sted.

### 1799
Frankrigs besættelse af Schweiz 1798 og overgreb i Rom og Napoli samt ekspeditionen mod Egypten fremkaldte den anden koalition.

#### Hærenes størrelser
Østrig ville generobre Lombardiet, Rusland genindsætte Bourbonerne, England fremtvinge Ægyptens rømning. Det besluttedes, at Østrig og Rusland skulle optræde i Sydtyskland, Schweiz og Italien, mens senere et engelsk-russisk korps skulle erobre Holland. Frankrigs formål gik ud på i forbindelse med Schweiz og Holland at hævde sine nyerhvervede besiddelser; det opstillede følgende hære: 40.000 mand, Jourdan, mellem Strassburg og Basel; 30.000 mand, Masséna, i Schweiz mellem, Boden- og Vierwald-städter-sø (under ham Claude Lecourbe ved Skt Gotthard); 50.000 mand, Scherer, i Italien mellem Ghiere og Mincio; 50.000 mand, Jacques MacDonald, i Napoli; 10.000 mand, Guillaume Marie Anne Brune, i Holland. 
På de allieredes side opstilledes 15.000 mand, Sztaray, ved Neumarkt; 30.000 mand, ærkehertug Karl, ved Lech; 25.000 mand, Hotze, i Vorarlberg og Graubürden; 50.000 mand, Bellegarde, i Tyrol; 80.000 mand, Kray (senere Suvarov), ved Verona og Legnano; hertil stødte 30.000 russere under Rosenberg, mens 30.000 andre under Alexander Korsakov var på march til Schweiz. 

#### Franske nederlag i Østrig
Jourdan gik 1. marts over Rhinen ved Kehl og Basel; Karl slog ham 20. marts ved Ostrach, 25. marts ved Stockach, hvorefter han blev stående ved Engen, indtil
Hofkrigsrådet tillod ham at rykke ind i Schweiz. Her overskred Masséna 6. marts Rhinen og besatte Lützenstieg samt kastede Hotze dagen efter mod Fellkirch. Samtidig var
Lecourbe fra Bellinzona rykket, ind i Engadin og stormede 16.—17. marts forgæves Martinsbruck, skønt understøttet af Dessoles, som fra Italien var gået over Bornino og havde kastet Laudon tilbage på Landeck. Bellegarde trængte så Lecourbe over Albula tilbage til Lenz og kom derved i forbindelse med Hotze, som 14. maj kastede franskmændene over Rhinen og dernæst over Skt Gallen nærmede sig Karl, og 20.—21. maj overskred Rhinen ved Stein og Schaffhauseri, så foreningen kunne foregå ved Winterthur. Masséna samlede da alle sine kræfter ved Zürich, men blev af østrigerne slået her 4. juni, så han måtte indtage en stilling på Albis-bjerget. 
Af Bellegarde’s styrke kaldte Sinarov 20. maj 25.000 mand til Italien, hvilke over Splügen marcherede til Alessandria.

#### Franske nederlag i Italien
I Italien angreb Scherer 26. marts med 45.000 mand forgæves østrigernes befæstede stillinger ved Pastrengo og Verona; lige så lidt lykkedes det at overskride Etsch nedenfor Verona, Kray greb da 5. april offensiven og slog Scherer totalt ved Magnano, så han måtte gå bag Oglio (20. april). Nu indtraf Suvarov med Rosenberg, og de allierede rykkede over Brescia mod Scherer bag Adda; 26. april overgav han befalingen til Moreau; denne måtte gå tilbage til Alessandria (7. maj), da Vukässovich 28. april tvang Serrurier til at nedlægge våbnene ved Verderis. 
Suvarov besatte 29. april Milano og optog forbindelsen med Schweiz og Tyrol; 1. maj overskred østrigerne Po ved Piacenza for at angribe Alessandria, mens Rosenberg gik til Lomellina og 12. maj forgæves søgte at komme over Po ved Bassignana. 16. maj led imidlertid en af Moreaus divisioner et nederlag ved S. Giuliano, hvorpå han, også tvunget af opstanden i Piemont, i al hemmelighed rømmede Alessandria og over Mondovi og Acqui gik til Rivieraen og Savona. Suvarov besatte derpå 26. maj Turin. Alessandria belejredes, Milanos Citadel tillige med Peschira, Ravenna og flere faste punkter kapitulerede.
Med Bellegardes tropper rådede Suvarov nu over 120.000 mand; Felttogets skæbne afhang navnlig af, om Macdonald i Rom kunne forene sig med Moreau. Den første rykkede over Modena til Piacenza for at angribe de allierede fra øst, mens Moreau samtidig skulle bryde frem fra Genua imod nord. Suvarov brød 15. juni med 25.000 mand fra Alessandria op imod Macdonald, som 17. juni forgæves prøvede på at forjage general Ott fra Tidone, så han tog stilling ved Trebbia. Her kom det 18—19. juni til en heftig kamp (35.000 allierede
mod 40.000 franskmænd), i hvilken Macdonald lå under, så han med et tab af 13.000 fanger måtte gå tilbage til Lucca. Moreau havde 20. juni angrebet Bellegarde ved S. Giuliano; men da han erfarede, at Suvarov, efter at have slået Macdonald, ilede Bellegarde til understøttelse, gik han tilbage til Bocchetta; Moreau nåede over Sarzana 16. juli Genua. 5. august overtog Joubert befalingen over de to hære, som var bragte op til 45.000 mand, og han besluttede at tvinge Suvarov ved Alessandria til slag, inden Kray, som 21. juli havde indtaget Mantua, kunne indtræffe. Foreningen havde imidlertid allerede fundet sted; Suvarov rykkede Joubert i møde og slog ham 15. august ved Novi (Joubert faldt), hvorefter franskmændene under Moreau gik tilbage til Rivieraen.
Uenigheder mellem østrigerne og russerne førte til en ny gruppering, af Kræfter, idet østrigernes 65.000 mand under Michael von Melas skulle forblive i Sydpiemont, Suvarov med russerne gå til Schweiz. Melas indtog 16. september en centralstilling ved Bra med 20.000 mand fremskudte i Alpe-dalene og 5.000 mand under Klenau ved Sarzana. Af franskmændene stod 50.000 mand nord for Apenninerne, 10.000 mand i Genua, Gavi og Coni, mens Alpe-hæren under Jean Étienne Championnet forgæves søgte at trænge frem i Alpe-dalene. Championnet fik nu befalingen over den italienske hær og samlede sine hovedkræfter ved Coni for derfra at trænge frem ad Stura-dalen mod Melas. Denne gik ham i møde og slog ham 4.—5. november ved Fassano, så at han måtte vende tilbage til Genua og Savona. Coni kapitulerede 3. december, hvorefter hærene gik i vinterkvarter.

#### Franske sejre i Schweiz
I Schweiz rykkede Lecourbe 14. august frem ad Reuss-dalen og besatte Skt Gotthard og Simplon, mens en del af Jourdans tropper forstærkede Masséna. Til gengæld ankom 20.000
russere under Korsakov 15. august til Schaffhausen og opstillede sig nord for Zürich-søen. Karl angreb derefter Massénas venstre fløj 17. august ved Dettingen, hvilket mislykkedes, og i henhold til den mellem Østrig og Rusland trufne overenskomst og på melding om, at franskmændene rørte sig ved Mellem-Rhin, rømmede han 31. august—1. september Aar-linjen og Zürich, idet Suvarov skulle have overbefalingen i Schweiz. Med 25.000 mand og 22 bjergkanoner (resten gik til Verona) nåede han 15. septembwr egnen syd for Bellinzona og ville med Hotze og Korsakov angribe Masséna fra tre sider. Denne kom sine modstandere i forkøbet og slog Korsakov 25. september ved Zürich, Hotze 26. september ved Linth, så de blev tvungne tilbage til Schaffhausen og Konstanz.
Suvarov rykkede 21. september fra Bellinzona, og forenet med en østrigsk brigade åbnede han efter blodige kampe 25.—26. september Skt Gotthard og kom til Altdorf. Men nu erfarede Suvarov Hützes og Korsakovs nederlag, og han vovede derfor ikke at angribe Masséna, men bøjedead fodstier af i Muotta-Dalen, hvor hans bagtrop angrebes, mens han selv 30. september måtte åbne sig vejen til Glarus, hvor han indtraf 1. oktober. Fortvivlet over situationen begav han sig over det uvejsomme Panix-pas, hvor mange omkom, til Chur (10. oktober). De få tusinder, som var tilbage, sluttede sig ved Bregenz til Korsakov.
I Tyskland gik general Müller i slutningen af august med 30.000 mand over Rhinen ved Mannheim og derfra til Heidelberg; men da ærkehertug Karl nærmede sig, gik han 12. september
atter tilbage over floden. Korsakovs nederlag kaldte atter Karl tilbage til Villingen, og Rhin-Hæren, som var forstærket og stillet under Lecourbe, gik 15. oktober atter frem fra
Oppenheim. Karls fornyede fremrykning tvang den dog tilbage.

#### Felttoget i Holland
Ekspeditionen til Holland mislykkedes totalt. Den engelsk-russiske flåde med landgangstropper kom 27. august foran Texel, bemægtigede sig den hollandske flåde uden kamp, hvorefter en større hærstyrke landsattes ved Helder, hvilken først trængte sejrrig frem, men af general Guillaume Marie Anne Brune 10. oktober blev slået, ved Castricum; Hertugen af York måtte så 18. oktober afslutte en konvention, ifølge hvilken Holland skulle være rømmet efter 6 ugers forløb. Som følge af alle disse uheld og uoverensstemmelser med Østrig udtrådte zar Paul 1. af Rusland i december af koalitionen.

### 1800

#### Napoleons statskup og omorganisering af hæren
Med Bonapartes tilbagekomst til Frankrig 9. oktober 1799 og hans statskup af 10. november indtrådte en ny tingenes tilstand. Moreau fik befalingen over Rhin-hæren og i Schweiz, i alt 120.000 mand fra Strassburg til Luzern. Masséna kommanderede 50.000 mand i Italien, opstillede fra Genua til Albenga, og Bonaparte skulle danne en reservehær på 40.000 mand ved Dijon. Lige over for stod kun østrigerne: Hovedhæren, 60.000 mand, under Kray fra Rastadt til Schaffhausen, Melas med 50.000 mand i Novi-Acqui-Ceva og foran Genua og i en Centralstilling ved Turin med detacheringer i Alpedalene.

#### Felttoget i Italien
I Italien skulle Masséna holde sig omkring Genua, indtil reservehæren kunne understøtte ham. Melas’ hensigt var at trænge franskmændene tilbage over Var og derfra om muligt at nå Lyon for at slutte sig til Kray, der skulle komme via Besançon. Han begyndte operationerne 6. april ved at rykke frem til Savona og Voltri samt mod Bocchetta,
hvorved Massénas hær 21. april indesluttedes i Genua, som englænderne angreb fra søsiden.
Kun Louis Gabriel Suchet, der stod ved Albenga, undslap, hvorefter Ott belejrede Genua, mens Melas slog Suchet ved Oneglia og kastede ham over Var, hvorefter Gol di Tenda og Nizza blev besatte af østrigerne, som forberedte sig til at rykke ind i Provence. Da viste Bonaparte sig pludselig i Dora-Baltea-Dalen i ryggen på Melas. Dannelsen af reservehæren var foregået med stor hemmelighedsfuldhed; dens oprindelige bestemmelse var fra Schweiz at støtte Moreaus fremrykning i Sydtyskland og derefter over Skt Gotthard ile Masséna til Hjælp; men Melas’ held forandrede Bonapartes Plan, idet han 23. april besluttede over Genève og Store Skt Bernhard at føre 35.000 mand og 40 kanoner direkte til Italien, mens østrigerne skulle vildledes ved mindre kolonners fremrykning over Mont Genis og Lille Skt. Bernhard, samtidig med, at 25.000 mand af Moreaus styrke gik over Simplon og Skt. Gotthard.
Alpeovergangen foregik i seks trin 15.—20. maj, hvorved uhyre vanskeligheder måtte overvindes. (Fort Bard, som spærrede Dora-Baltea-Dalen, voldte særlig ulejlighed), men 27. maj var hæren samlet ved Ivrea (Ivrea—Lausanne, 200 km, i 14 dage), og Lannes gik herfra mod Chivasso, mens Bonaparte 2. juni besatte Milano, 3. juni Pavia, 6. juni Piacenza. Han baserede sig på Skt Gotthard og forstærkedes med tropperne fra Rhin-Hæren, ligesom også Lannes tilkaldtes.
Melas erfarede allerede 18. maj Bonapartes alpeovergang og marcherede straks til Turin, hvor han ville samle sig; da Bonaparte imidlertid var gået til Milano, ville han over
Piacenza se at redde sig til Mantua. Imidlertid kapitulerede Genua 4. juni efter et heltemodigt forsvar, hvorved Ott blev fri og afmarcherede til Tortona, men Bonaparte slog ham 9. juni ved Montebello, mens Melas, der for længe havde afventet den ved Gol di Tenda efterladte styrkes ankomst, først 10. juni nåede Alessandria. Her samlede han 28.000 mand for at angribe Bonaparte. I slaget ved Marengo 14. juni var Melas først den sejrende, da Bonaparte af frygt for, at Melas skulde gå til Genua, havde sendt Desaix med to divisioner imod syd. De ankom om eftermiddagen og bragte et omslag til veje, og Melas måtte 15. juni slutte overenskomsten ved Alessandria, hvilken gav ham fri afmarch til Mantua imod overgivelsen af alle fæstninger i Piemont, Lombardiet og Rivieraen. Desuden afsluttedes en våbenstilstand til 13. november. 
Macdonald rykkede da med den italienske hær over Splügen ind i Tyrol, mens Bruno 25. og 26. december overskred Mincio ved Pozzolo; for disse hære måtte østrigerne vige til Treviso, hvor 16. januar en ny våbenstilstand sluttedes.

#### Felttoget i Østrig
Bonaparte havde ønsket, at Moreau med samlede kræfter skulde rykke over Rhinen ved Schaflhausen for at omgå østrigernes venstre flanke, men dette fandt Moreau for farligt, hvorfor han overskred floden successive, nemlig: St Luzanne ved Kehl, St Cyr ved Breisach 25. april, Moreau ved Basel 27. april, Lecourbe ved Schaffhausen 1. maj. Pál Kray, som kun rådede over 60.000 mand, koncentrerede sig vest for Stockach og gjorde standsningsstød ved Engen 3. maj og ved Möskirch 5. maj, hvorefter han ved Sigmaringen gik over Donau for at forene sig med Michael von Kienmayer, der kom fra Strassburg. 8. maj gik han atter over Donau ved Riedlingen og angreb Moreau næste dag ved Biberach, men måtte derefter gaa tilbage til Ulm, hvor han forblev 10. maj—22. juni, mens Moreau forgæves søgte at lokke ham derfra. Efter Marengo gik dog Karl svagt forfulgt til Neuburg og Regensburg, mens Moreau besatte München. Våbenstilstanden ved Parsdorf standsede operationerne til 13. november.
Moreau stod da med 90.000 mand ved München og Ingolstadt, mens 36.000 mand skulle støde til fra Holland. Af østrigerne stod 90.000 mand under Ærkehertug Johan ved Inn. 20.000 mand under Johann von Hiller i Tyrol, 25.000 mand fra Regensburg til Neuburg. Hensigten var at lade Hovedhæren overskride Isar ved Landshut, forene sig med kræfterne ved Regensburg og derefter angribe Moreau i ryggen ved Dachau, men det uheldige vejrlig forsinkede bevægelserne, så Johan først 29. november kom til Neumarkt, hvor han erfarede, at Moreau var rykket til Inn.
Den oprindelige plan ændredes da derhen, at modstanderen, der stod på fronten Haag-Rosenheim med hovedkræfterne ved Hohenlinden, skulle angribes frontalt. Østrigerne koncentrerede
sig derfor 30. november ved Ampfing, 1. december blev Moreaus venstre Fløj kastet tilbage ved Haun, 2. december nåedes Haag, hvorefter Johan i den tro, at franskmændene ville vige, for 3. december udgav en almindelig marchdisposition. Moreau kunne derfor overraskende angribe ham og slå ham ved Hohenlinden, hvorved Johan blev tvunget tilbage til Salzburg og derfra til Mölck. Her overtog Ærkehertug Karl atter overbefalingen og afsluttede 25. december våbenstilstand i Steyer.
9. februar 1801 sluttede Frankrig fred med Østrig og det Tysk-romerske rige i Luneville. 

## Fredstraktaterne

### Freden i Lunéville
Den 9. februar 1801 underskrev Joseph Bonaparte Freden i Lunéville på vegne af Frankrig, mens greve Ludwig von Cobenzl (tidligere østrigsk ambassadør i København) underskrev på vegne af Østrig og Det tysk-romerske Rige. 
Frankrig var krigens vinder, mens Det tysk-romerske Rige var den store taber. 
I fredstraktaten anerkendtes Frankrigs kontrol med Holland, Schweiz og Italien. Desuden blev Det tysk-romerske Rige tvundet til at afstå alt land på den venstre bred af Rhinen. Dvs. at områderne vest og syd for Rhinen blev indlemmet i Frankrig. Derved blev det legaliseret, at Belgien, Luxembourg og Alsace-Lorraine var franske. 
Desuden blev en række rent tyske områder (hele Saarland, størstedelen af Rheinland-Pfalz og store dele af Nordrhein-Westfalen) omdannet til franske departementer.
Efter freden konfiskerede (mediatiserede) den franske stat rigsridderenes territorier på venstre bred af Rhinen. Det skete uden erstatning. Det samme skete med de gejstlige stater og med de tidligere frie rigsstæder. Frankrig havde allerede sekulariseret det belgiske Fyrstbispedømmet Liège, og nu kom turen til det franske Fyrstærkebispedømmet Bisanz (Besançon ærkebispedømme), Chur bispedømme (i Graubünden i Schweiz) og Sitten bispedømme (i Wallis i Schweiz).
Gennem «Slutrapporten fra den ekstraordinære rigsdeputation» i 1803 fik de tyske fyrster, der havde mistet områder vest for Rhinen erstatning. Dette skete ved, at de fleste mindre tyske stater blev indlemmede i større stater. De små stater blev mediatiserede eller sekulariserede.

### Freden i Amiens
Fredstraktaten i Amiens blev underskrevet af den 25. marts 1802 af Joseph Bonaparte og Charles Cornwallis som en "endelig fredsaftale" mellem Første franske republik og Det Forenede Kongerige Storbritannien og Irland.
Gennem aftalen lovede briterne at udlevere en række oversøiske besiddelser tilbage til andre kolonimagter (Johanniterordenen, Det Osmanniske Rige, Spanien og Bataviske Republik (senere omdannet til Kongeriget Holland)).
Som den sidste af de europæiske stormagter anerkendte Storbritannien den franske republik, og den britiske konge gav afkald på at være titulær konge af Frankrig. Denne titel havde de engelske konger og dronninger gjort krav på siden 1340'erne, og det engelske krav på den franske trone havde spillet en vigtig rolle i Hundredårskrigen (1337–1453).